# Pandora Papers
Pandora Papers er en samling af 11,9 millioner lækkede dokumenter (omfattende 2,9 terabyte data), der blev offentliggjort af International Consortium of Investigative Journalists (ICIJ) fra den 3. oktober 2021. Nyhedsorganisationerne i ICIJ beskrev dokumentlækagen som deres bredeste afsløring af finansiel hemmeligholdelse nogensinde, indeholdende dokumenter, billeder, e-mails og regneark fra 14 finansielle servicevirksomheder i lande, herunder Panama, Schweiz og UAE, hvilket overgik deres tidligere udgivelse af Panama Papers i 2016, som havde 11,5 millioner fortrolige dokumenter. På tidspunktet for offentliggørelsen af papirerne sagde ICIJ, at de ikke ville identificere kilden til dokumenterne.
Ifølge nyhedsrapporter kan op imod 32 billioner amerikanske dollars (eksklusive ikke-monetære værdigenstande som fast ejendom, kunst og smykker) være blevet skjult for at undgå beskatning.

## Datakilder
De lækkede filer kommer fra 14 offshore-serviceudbydere, som hjælper klienter med at etablere virksomheder i hemmeligholdelsesjurisdiktioner.
| Udbyder                             | Fortegnelser | Tidsperiode | Stiftelse af kontorlokation        | Grundlagt |
| ----------------------------------- | ------------ | ----------- | ---------------------------------- | --------- |
| All About Offshore Limited          | 270.328      | 2002–2019   | Seychellerne                       | 2007      |
| Alemán, Cordero, Galindo & Lee      | 2.185.783    | 1970–2019   | Panama                             | 1985      |
| Alpha Consulting Limited            | 823.305      | 1996–2020   | Seychellerne                       | 2008      |
| Asiaciti Trust Asia Limited         | 1.800.650    | 1996–2019   | Hong Kong                          | 1978      |
| CCS Trust Limited                   | 149.378      | 2001–2017   | Belize                             | 2005      |
| CIL Trust International             | 459.476      | 1996–2019   | Belize                             | 1994      |
| Commence Overseas Limited           | 8.661        | 2004–2017   | De Britiske Jomfruøer              | 1992      |
| Demetrios A. Demetriades LLC        | 469.184      | 1993–2021   | Cypern                             | 1966      |
| Fidelity Corporate Services Limited | 213.733      | 1998–2019   | De Britiske Jomfruøer              | 2005      |
| Glenn D. Godfrey and Company LLP    | 189.907      | 1980–2019   | Belize                             | 2003      |
| Il Shin                             | 1.575.840    | 1996–2020   | Hong Kong                          | 2004      |
| Overseas Management Company Inc.    | 190.477      | 1997–2020   | Panama                             | 1961      |
| SFM Corporate Services              | 191.623      | 2000–2019   | Schweiz Forenede Arabiske Emirater | 2006      |
| Trident Trust Company Limited       | 3.375.331    | 1970–2019   | De Britiske Jomfruøer              | 1986      |

### Advokatfirma i Alcogal
En ICIJ-rapport rettede fokus mod det panamanske advokatfirma Alemán, Cordero, Galindo & Lee (Alcogal), der sagde, at de var "advokatfirmaet i den latinamerikanske elite" der skabte mindst 14.000 skuffeselskaber i skattely. Alcogal blev oftere nævnt end nogen anden offshore-udbyder i de lækkede dokumenter.

## Deltagende medier
I forbindelse med afsløringen af Pandora Papers arbejdede ICIJ sammen med journalister fra 91 medier i 117 lande, herunder nyhedsorganisationer så som The Washington Post, L'Espresso, Le Monde, El País, Süddeutsche Zeitung, PBS-programmet Frontline, Australian Broadcasting Corporation, The Guardian og BBC's Panorama.
Følgende medievirksomheder medvirkede til undersøgelsen:
- Balkan Investigative Reporting Network
- Twala
- Diario La Nación
- elDiarioAR
- Infobae
- Hetq
- Australian Broadcasting Corporation
- Australian Financial Review
- Austrian Broadcasting Corporation
- Profil
- Belsat
- De Tijd
- Knack
- Le Soir
- Organized Crime and Corruption Reporting Project
- Ink Center for Investigative Journalism
- Agência Pública
- Metrópoles
- Poder 360
- Revista Piauí
- Bureau for Investigative Reporting and Data
- L’Economiste Du Faso
- VOD
- The Museba Project
- CBC/Radio-Canada
- Toronto Star
- Ciper Chile
- Fundación Periodística LaBot
- CONNECTAS
- El Espectador
- National Magazine Comores
- Centro Latinoamericano de Investigación Periodística
- Costa Rica Noticias, Canal 13
- Eburnie Today
- L’Elephant Dechaine
- Proyecto Inventario
- Czech Center for Investigative Journalism
- Berlingske
- DR
- Politiken
- Noticias SIN
- Diario El Universo
- Mada Madmasr
- El Faro
- Diario Rombe
- Eesti Päevaleht
- Yle – Finnish Broadcasting Company
- Cameroon Le Monde
- Premières Lignes
- Radio France
- iFact
- Norddeutscher Rundfunk
- Süddeutsche Zeitung
- Westdeutscher Rundfunk
- Ghana Business News
- Zami Reports
- Plaza Pública
- Contracorriente
- Stand News
- Direkt36
- Reykjavik Media
- Stundin
- The Indian Express
- Shomrim
- L'Espresso
- Asahi Shimbun
- Kyodo News
- Arab Reporters for Investigative Journalism
- Africa Uncensored
- The Elephant
- Re:Baltica
- Daraj Media
- Daily Observer Newspaper
- FrontPage Africa
- Africa Report
- Siena.lt
- Reporter.lu
- Nation Publications LTD
- Platform for Investigative Journalism
- Malaysiakini
- Malian Network of Investigative Journalists
- Times of Malta
- L’Express
- Proceso
- Quinto Elemento Lab
- MANS
- Le Desk
- The Namibian
- Centre for Investigative Journalism, Nepal
- Kantipur Daily
- Het Financieele Dagblad
- Platform Investico
- Trouw
- New Zealand Media and Entertainment
- TVNZ
- Confidencial
- L’Evenement
- Premium Times
- Aftenposten
- E24
- The News
- Grupo ABC Color
- Convoca
- IDL-Reporteros
- Philippine Center for Investigative Journalism
- Rappler
- Gazeta Wyborcza
- Expresso
- Centro De Periodismo Investigativo
- RISE
- istories
- Impact.sn
- KRIK
- OŠTRO
- amaBhungane Centre for Investigative Journalism
- Carte Blanche (M-Net)
- Newstapa
- El País
- LaSexta
- SVT
- TAMEDIA
- Jamii Media
- Isra News Agency
- De Cive (Le Citoyen) et La Lettre Agricole
- Flambeau des Democrates
- L’Union pour la Patrie
- Quoditien Liberte
- Inkyfada
- Deutsche Welle
- NMG Uganda
- Slidstvo.Info (uk)
- British Broadcasting Corporation
- Finance Uncovered
- Private Eye
- The Guardian
- El Nuevo Herald
- Frontline (PBS)
- McClatchy
- Miami Herald
- Spotify
- The Washington Post
- Univision
- Semanario Búsqueda
- Armando.Info
- Makanday Center for Investigative Journalism